# Konstandinos Akratopulos
Konstandinos Akratopulos – tenisista grecki, uczestnik Letnich Igrzyskach Olimpijskich w 1896 w Atenach. Brat Aristidisa Akratopulosa.
Akratopulos przegrał w pierwszej rundzie turnieju singlowego z Dimitriosem Kasdaglisem z Grecji, który później został srebrnym medalistą. Akratopulos zakończył turniej na piątym miejscu ex aequo z dwoma innym graczami.
W turnieju deblowym grał w parze ze swoim bratem Aristidisem. W pierwszej rundzie zostali pokonani przez późniejszych złotych medalistów parę John Pius Boland z Wielkiej Brytanii i Friedrich Traun z Niemiec. Turniej ukończyli ex aequo na miejscu czwartym z pięciu startujących par.